# Michael Salomo Alexander
Michael Salomo Alexander (* 1. Mai 1799 in Schönlanke, Posen; † 23. November 1845 in Bilbeis bei Kairo) war der erste anglikanische Bischof von Jerusalem.

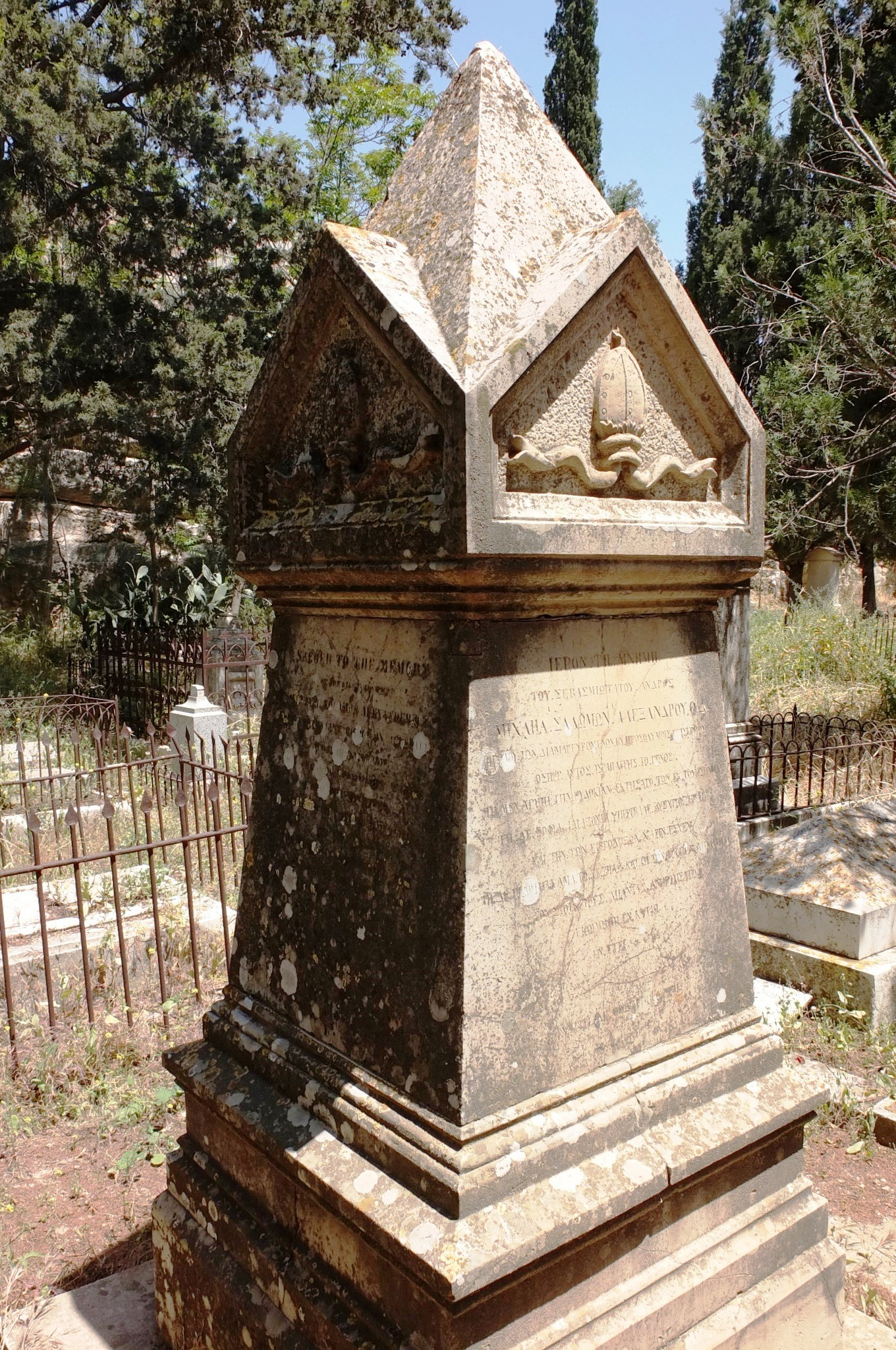
Alexanders Grabstein auf dem protestantischen Zionsfriedhof.

 Alexander war Jude und wurde zunächst Rabbiner, trat aber zum Christentum über und ließ sich 1825 in Plymouth taufen. Seit 1827 anglikanischer Priester, arbeitete er bis 1830 im Dienst der Missionsgesellschaft Church’s Ministry Among Jewish People (CMJ) in Danzig und wurde sodann Professor der hebräischen und rabbinischen Literatur am King’s College London. Am 21. Januar 1842 trat er sein Amt als erster Bischof des 1841 gegründeten anglo-preußischen Bistums Jerusalem an.
Sein Nachfolger wurde Samuel Gobat.